# أورسولا كرامر
أورسولا كرامر (بالألمانية: Ursula Kramer)‏ هي عالمة موسيقى ألمانية، ولدت في 1960 في دارمشتات في ألمانيا.